# Fokker F.10
Fokker F.10 là một phiên bản cỡ lớn của loại máy bay chở khách Fokker F.VII, chế tạo cuối thập niên 1920 bởi hãng Fokker Aircraft Corporation of America. Nó có thể chở được 12 hành khách.

## Biến thể
F.10
F.10A
C-5
RA-4

## Quốc gia sử dụng

### Dân sự
United States
- American Airways
- TWA
- Pan Am
- Universal Airlines
- Western Air Express (launch customer [1])

 Mexico
- Mexicana

### Quân sự
United States
- Quân đoàn Không quân Lục quân Hoa Kỳ định danh C-5 và C-7A.[2]

## Tính năng kỹ chiến thuật

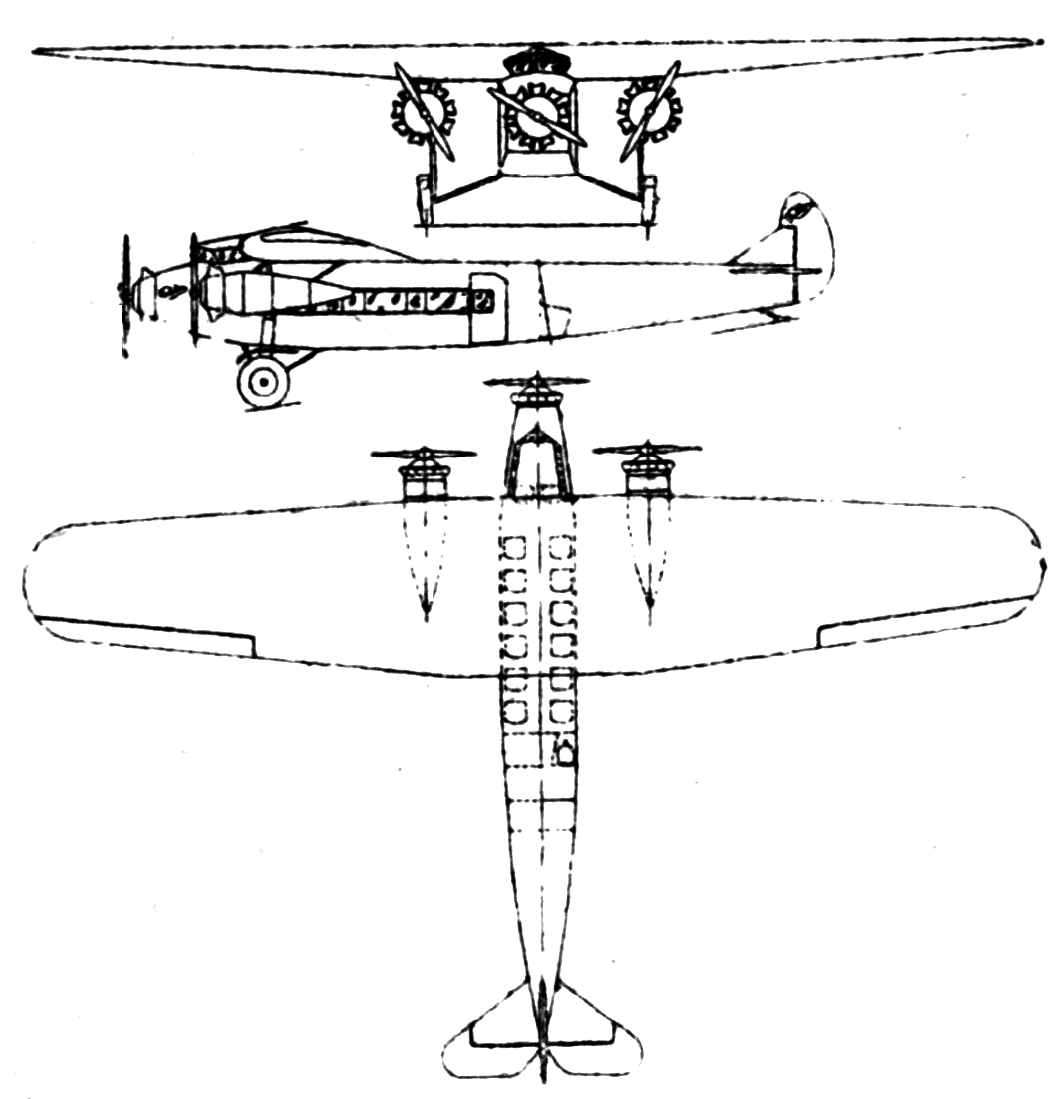
Fokker F.10

Dữ liệu lấy từ Aero Favourites 
Đặc điểm tổng quát
- Kíp lái: 2
- Sức chứa: 12 hành khách
- Chiều dài: 50 ft 7 in (15,41 m)
- Sải cánh: 79 ft 1 in (24,10 m)
- Chiều cao: 12 ft 8 in (3,86 m)
- Trọng lượng rỗng: 7.716 lb (3.500 kg)
- Trọng lượng có tải: 13.007 lb (5.900 kg)
- Động cơ: 3 × Pratt & Whitney Wasp, 420 hp (313 kW)  mỗi chiếc

 Hiệu suất bay 
- Vận tốc hành trình: 105 kn (195 km/h)
- Tầm bay: 691 nmi (1.280 km)